# 武葉コウ
武葉 コウ（たけは コウ、1993年 - ）は、日本の小説家（ライトノベル作家）

## 来歴
2012年に再生のパラダイムシフトで第24回前期ファンタジア大賞大賞、読者賞を受賞して富士見ファンタジア文庫からデビュー。

## 作品リスト

### 小説
- 再生のパラダイムシフト（富士見書房、富士見ファンタジア文庫）
- スパイ≒アカデミー（富士見書房、富士見ファンタジア文庫）

1. スパイ≒アカデミー 真実を惑わす琥珀（2023年8月19日） ISBN 978-4-04-075106-1